# Petavius
Petavius est un cratère lunaire situé sur la face visible de la Lune. Il se trouve au nord des cratères Adams et Legendre. Le contour est très large par rapport à son diamètre. Il est usé et érodé avec de nombreux, relativement bien plus petits, cratères d'impact le long du rebord. L'intérieur du cratère Petavius est relativement plat avec, là aussi, de nombreux petits cratères d'impact. L'intérieur du cratère a été recouvert par de la lave. Une rille, bien visible, dénommée Rimae Petavius, coupe l'intérieur du cratère depuis le pic central jusqu'au bord occidental du cratère.
En 1935, l'Union astronomique internationale a donné, à ce cratère lunaire, le nom du philologue français Denis Pétau.

## Cratères satellites

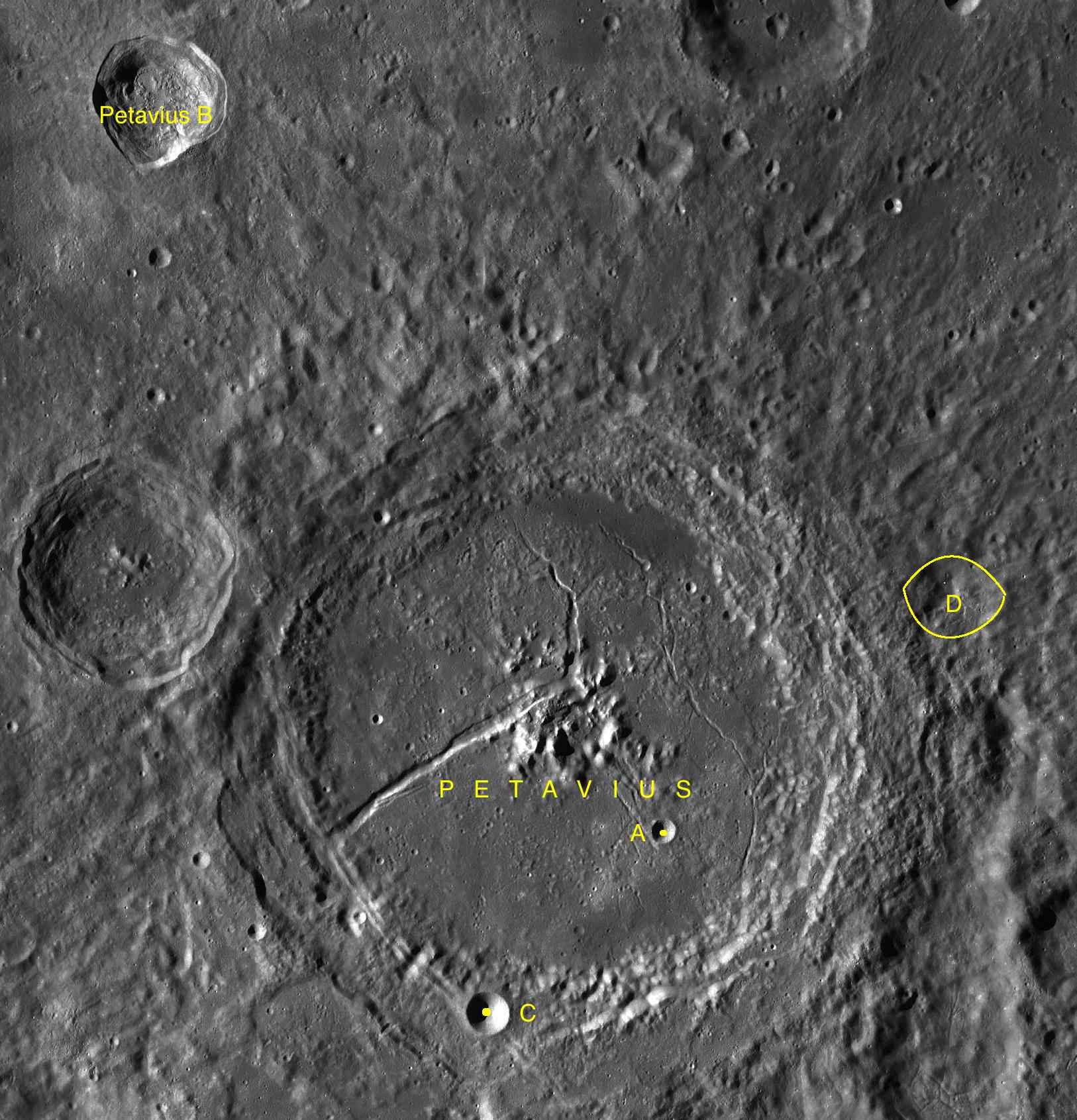
Carte des cratères satellites de Petavius.

Par convention, les cratères satellites sont identifiés sur les cartes lunaires en plaçant la lettre sur le côté du point central du cratère qui est le plus proche de Petavius.
| Petavius | Latitude | Longitude | Diamètre |
| -------- | -------- | --------- | -------- |
| A        | 26.0° S  | 61.6° E   | 5 km     |
| B        | 19.9° S  | 57.1° E   | 33 km    |
| C        | 27.7° S  | 60.1° E   | 11 km    |
| D        | 24.0° S  | 64.4° E   | 17 km    |